# Vieille ville de Shanghai
 (signalé en mai 2025).
Si vous disposez d'ouvrages ou d'articles de référence ou si vous connaissez des sites web de qualité traitant du thème abordé ici, merci de compléter l'article en donnant les références utiles à sa vérifiabilité et en les liant à la section « Notes et références ».
- Archive Wikiwix
- Bing
- Cairn
- DuckDuckGo
- E. Universalis
- Gallica
- Google
- G. Books
- G. News
- G. Scholar
- Persée
- Qwant
- (zh) Baidu
- (ru) Yandex
- (wd) trouver des œuvres sur Wikidata

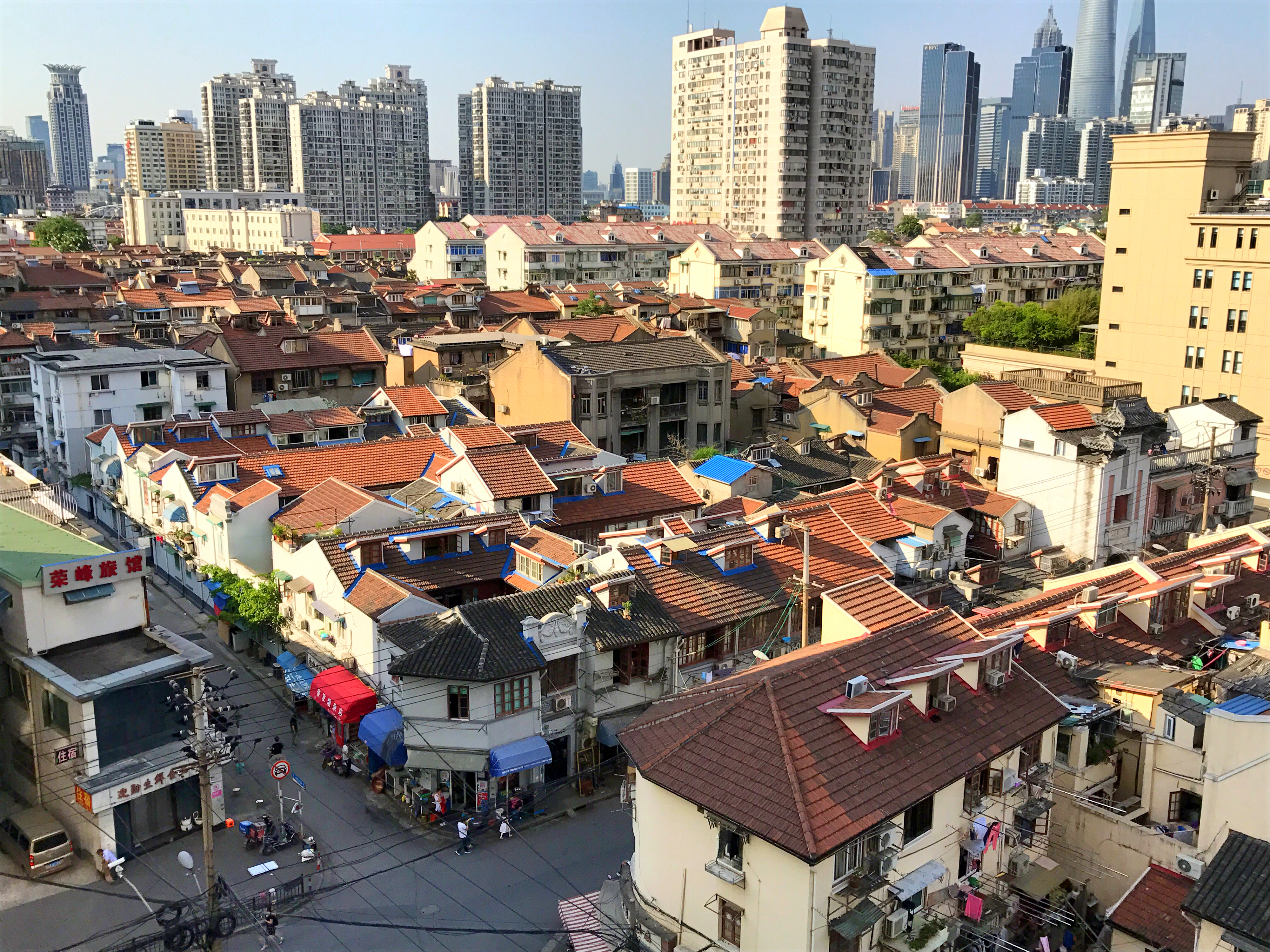
Partie de la vieille ville

La vieille ville de Shanghai (chinois traditionnel : 上海老城厢 ; pinyin : Shànghǎi Lǎo Chéngxiāng ; shanghaïen : Zånhae Lo Zenshian), également dénommée Ville chinoise, est le quartier urbain traditionnel de Shanghai. Sa limite était autrefois définie par un mur défensif. La vieille ville était le siège du vieux comté de Shanghai. Avec l'avènement des concessions étrangères à Shanghai, la vieille ville n'est devenue qu'une partie du noyau urbain de Shanghai, mais a continué pendant des décennies à être le siège de l'autorité chinoise à Shanghai.
Les caractéristiques notables incluent le Temple du dieu de la ville, situé au centre de la vieille ville et relié au jardin Yuyuan. À l'exception de deux courts tronçons, les murs ont été démolis en 1912 et une large avenue circulaire construite sur l'ancien mur et les douves : la moitié nord a été nommée Renmin Lu (« Route du Peuple »), et la moitié sud Zhonghua Lu (littéralement « Route de Chine »).

## Historique

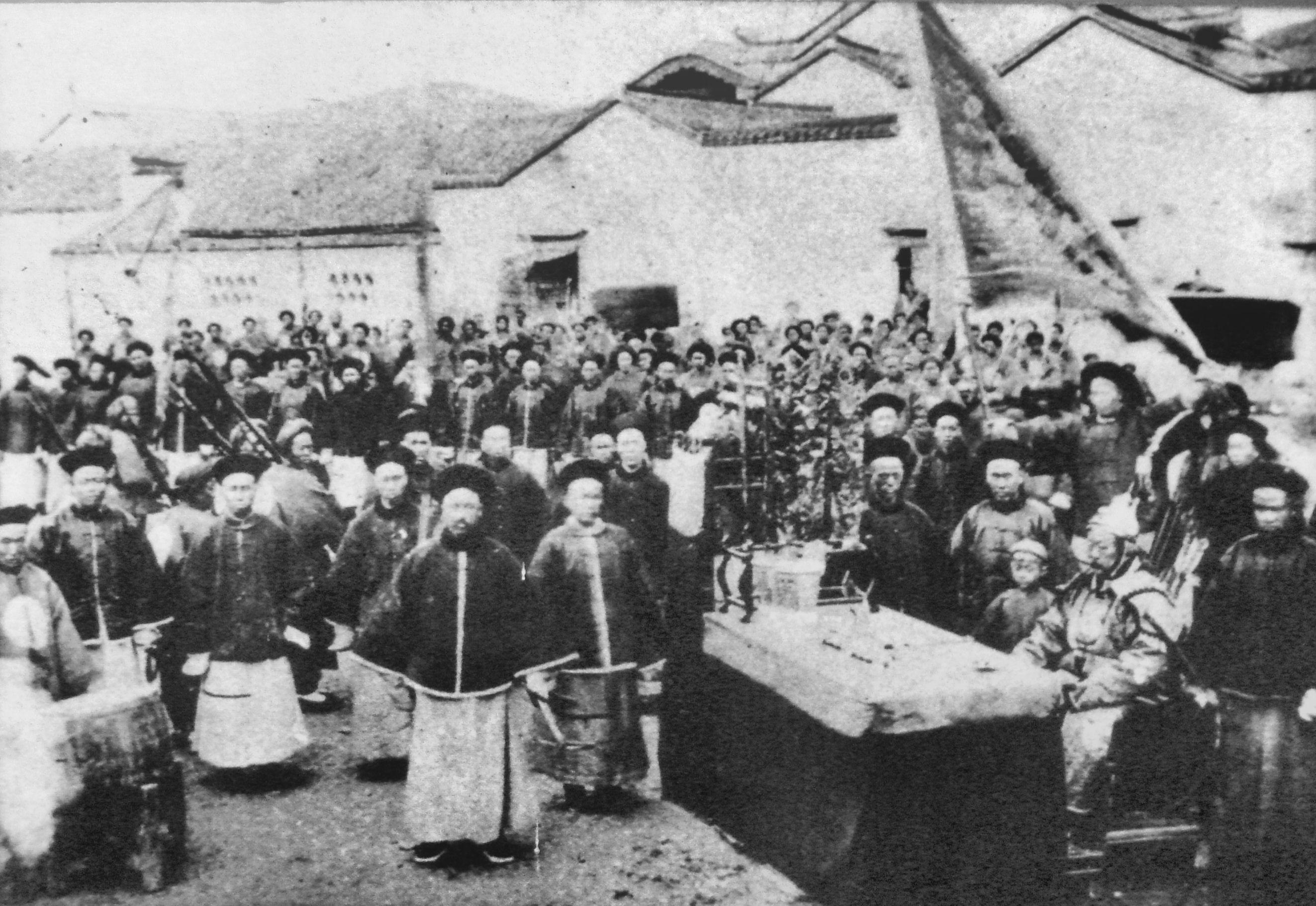
Fonctionnaires vers 1880.

En 1267, sous la dynastie Song, Shanghai fut élevée au rang de canton, avec une garnison militaire, dans le comté de Huating. En 1277, la commune de Shanghai fut choisie comme siège de l'une des sept autorités douanières de l'empire chargées de gérer le commerce extérieur ; le comté environnant de Huating a été élevé au rang de préfecture. L'emplacement du bureau de douane (qui devint plus tard le bureau du gouvernement du comté de Shanghai) devint un centre autour duquel la vieille ville se développa.

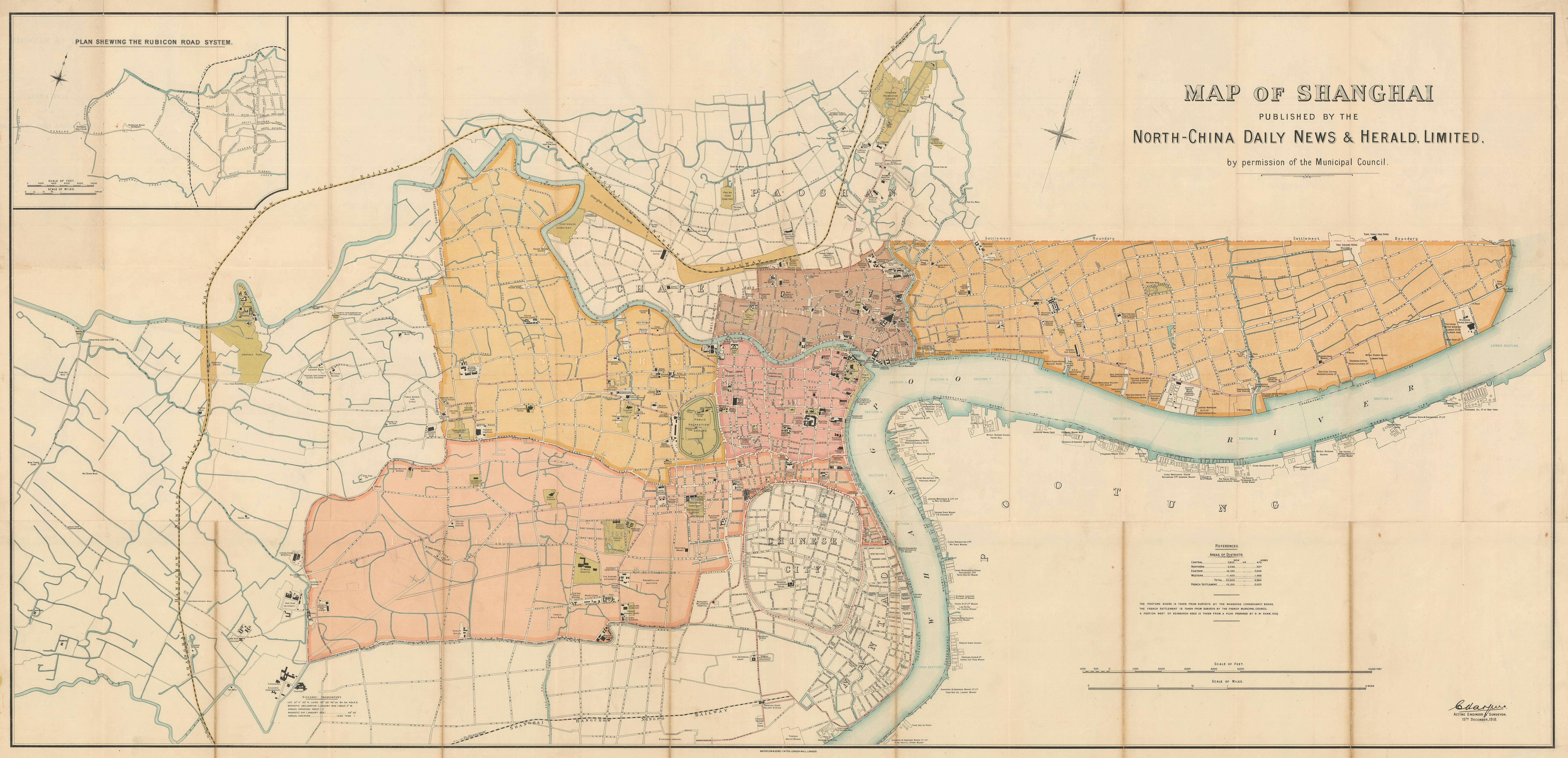
Carte de 1918 de la vieille ville et des concessions internationales.

Après la première guerre de l'opium en 1842, diverses concessions étrangères furent établies à Shanghai. La vieille ville est restée sous contrôle chinois, tandis que les concessions étrangères au nord et à l'ouest se sont rapidement développées pour devenir les nouvelles zones urbaines de Shanghai. La vieille ville est devenue connue de la population de plus en plus cosmopolite sous le nom de « ville chinoise », ou de « ville du sud » pour les Chinois locaux, tandis que les concessions étaient appelées « ville du nord » (北市). Au départ, seuls les étrangers pouvaient s'installer dans les concessions (même si les concessions comptaient toujours des résidents chinois préexistants), tandis que les migrants chinois nouvellement arrivés vivaient dans des conditions entassés dans la vieille ville, qui fonctionnait comme une sorte de ghetto.
Lors de la révolte des Taiping en 1853, la vieille ville fut capturée par les forces de la Société des Petites Épées. Le gouverneur de Shanghai, Wu Jianzhang, s'enfuit vers la concession britannique et dut transférer le contrôle du commerce aux étrangers en échange d'une aide pour reprendre la ville. Reconnaissant qu'un énorme flux de réfugiés fuyait vers les concessions étrangères, non seulement des zones chinoises de Shanghai mais aussi de la région environnante, à partir de 1854, les Chinois furent autorisés à s'installer dans les concessions étrangères.

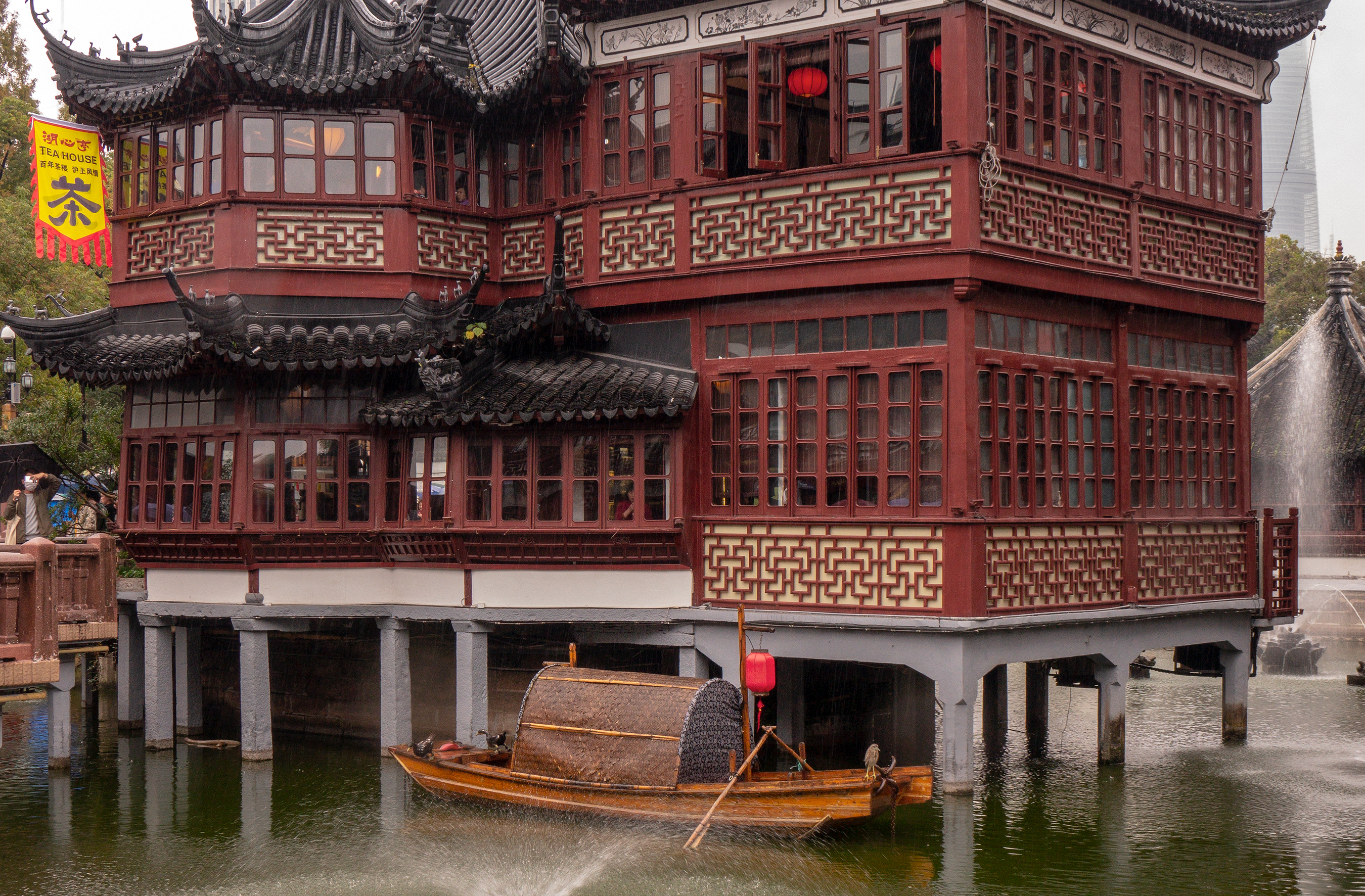
Le salon de thé Huxinting, construit en 1855

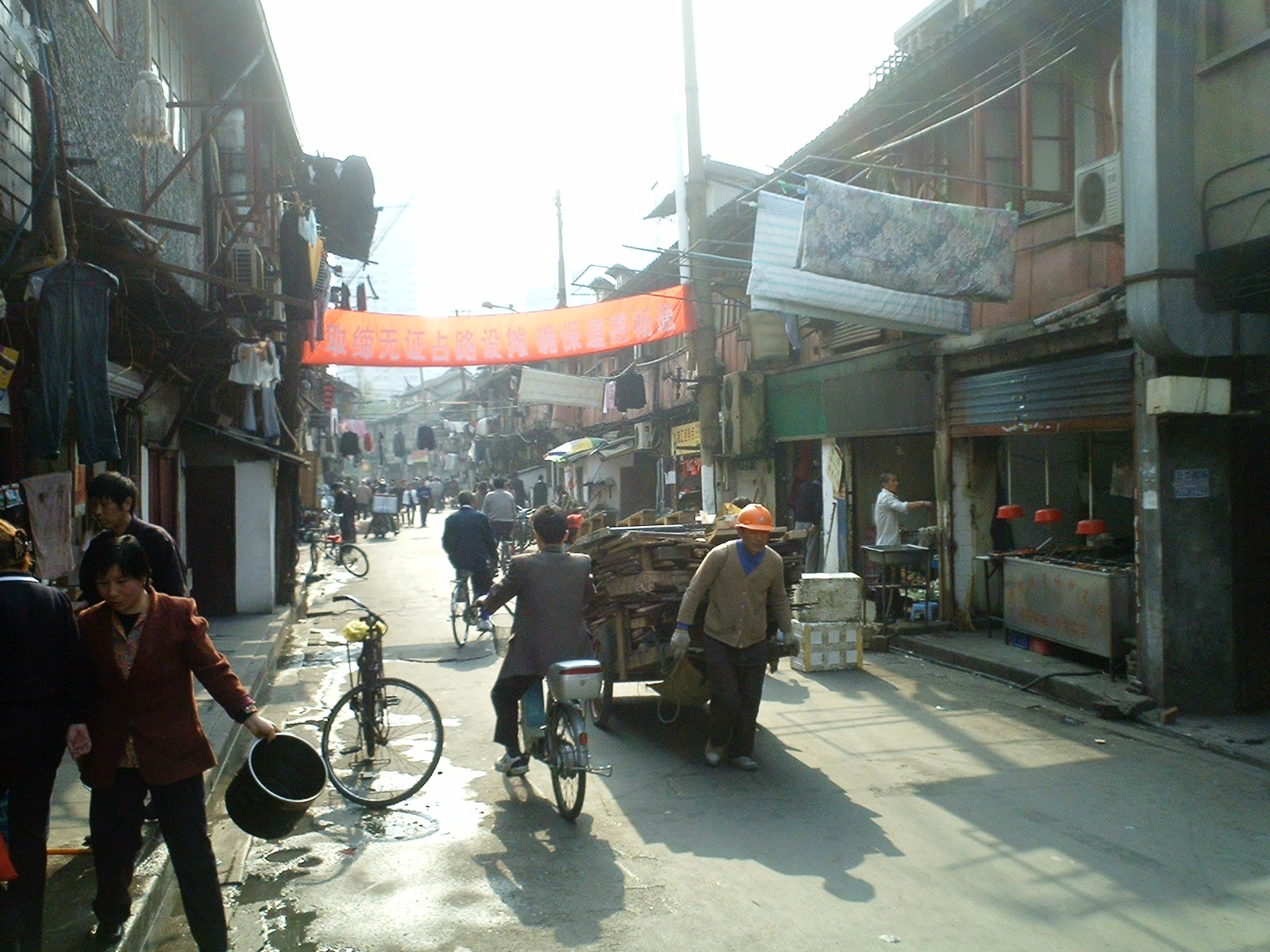
Rue de la vieille ville en 2003

En 1912, après l'établissement de la République de Chine, la vieille ville fut officiellement élevée au statut de ville, sous la tutelle du comté de Shanghai, bien que le statut de ville a été révoqué et rétabli à plusieurs reprises au cours des années suivantes en raison des changements politiques survenus dans la capitale Pékin et des luttes de pouvoir entre les seigneurs de la guerre au niveau local. A cette date, les enceintes sont également détruites. 
En 1927, dans le but d'établir une autorité chinoise tangible à Shanghai, le gouvernement de la République de Chine a créé la municipalité spéciale de Shanghai. Le gouvernement municipal a été déplacé de la vieille ville vers Xujiahui . En 1928, la ville de Shanghai (la vieille ville) fut réduite au statut de district relevant de la municipalité spéciale. En 1930, le comté de Shanghai est devenu une unité administrative parallèle distincte à la municipalité spéciale, et le gouvernement du comté a été transféré à Minhang. Ce fut la fin du rôle de la vieille ville en tant que siège du gouvernement de Shanghai. En 1932, l'armée japonaise bombarde la ville lors de la guerre de Shanghai. Cinq ans plus tard, les Japonais occupent la ville à l'issue de la bataille de Shanghai.
En 2006, le gouvernement municipal de Shanghai a adopté le Plan de protection de la zone du paysage culturel historique de la vieille ville . Dans le cadre de ce plan, l'intégralité de la vieille ville est protégée en tant que zone de paysage culturel historique. 34 rues, dont Dajing Lu et Fangbang Lu, sont spécifiquement protégées en tant que « ruelles protégées par des paysages ».
Cependant, au cours de la même période, la démolition à grande échelle de la vieille ville se poursuit. La zone du Jardin du Parfum de Rosée (zone protégée « Fangbang Lu - Dajing Lu »), qui couvre presque tout le quadrant nord-ouest de la vieille ville, a été démolie à partir de 2002. Une partie du site a été réaménagée en un immeuble de grande hauteur. s'élèvent des bâtiments hôteliers et résidentiels et des immeubles à plusieurs étages, modifiant radicalement le paysage de la rue, tandis que le reste du site est destiné à être une zone résidentielle de faible hauteur. Le développement a également suscité la controverse car il impliquait la démolition d'une section importante des murs de la ville survivants, ainsi que la destruction de plusieurs maisons d'importance historique
Aujourd'hui, la vieille ville contient des éléments anciens mais rénovés, tels que le complexe du jardin Yuyuan créé dans les années 1500 sous la dynastie Ming , les rues piétonnes de la zone commerciale autour du jardin et le temple du dieu de la ville (matériaux car les touristes l'appellent souvent le district de Nanshi, bien que la zone fasse désormais partie du district de Huangpu).
La forme circulaire de la vieille ville est désormais imprimée par les grandes rues entourées qui occupent l'espace des anciens murs, aujourd'hui Renmin Lu au nord et Zhonghua Lu au sud. La vieille ville a également été coupée du nord au sud par la route du Henan. La vieille ville est une combinaison d'anciennes rues sinueuses, avec quelques immeubles modernes de grande hauteur empiétant progressivement sur les zones plus anciennes.

## Localisation

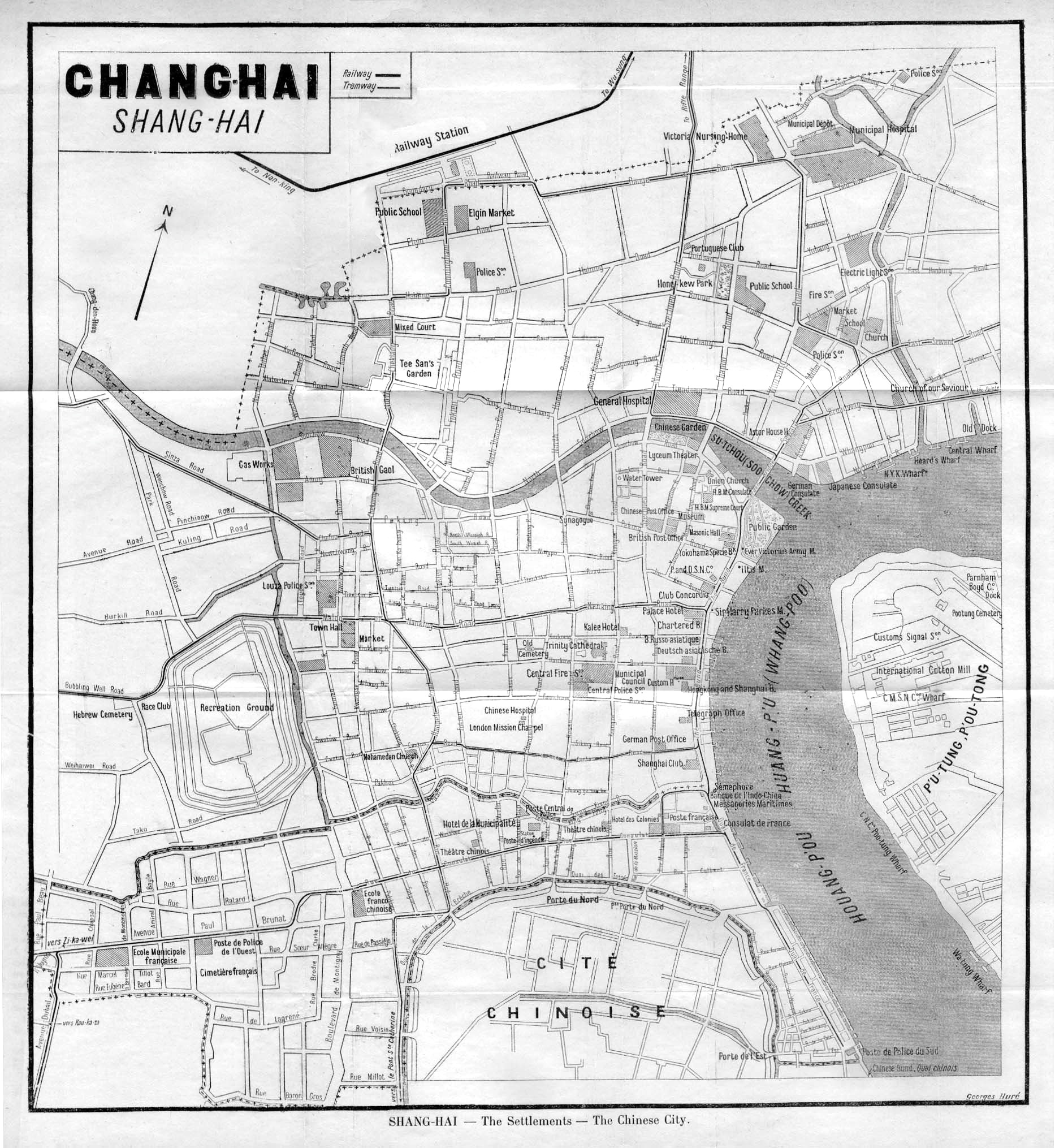
Carte de 1912, où la vieille ville apparairait sous le nom de Cité chinoise

Pendant des décennies, la vieille ville a essentiellement coïncidé avec l'ancien district de Nanshi, qui fait maintenant partie du district de Huangpu.

## Enceinte fortifiée

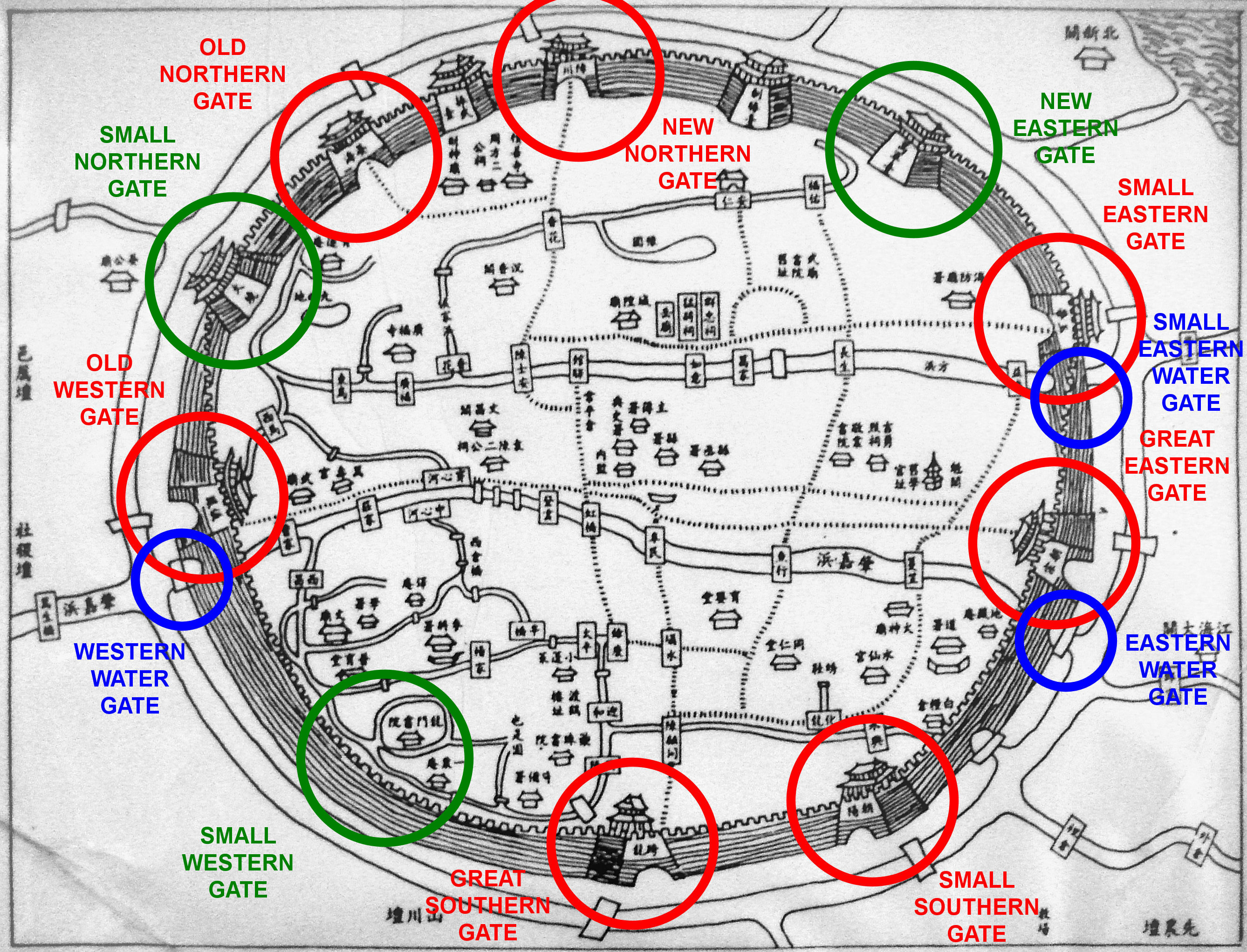
Carte de 1553, localisant les vieilles portes (en rouge), les portes d'eau (en bleu) et les nouvelles portes (en vert).

Il se peut qu'il y ait eu des sortes d'ouvrages défensifs autour du siège du comté de Shanghai à partir du XIe siècle. Les remparts de la ville, qui ont survécu jusqu'au XXe siècle et dont certaines parties subsistent encore aujourd'hui, ont cependant été construits en 1554 sous la dynastie Ming, afin de protéger la ville des incursions des pirates japonais. Il mesurait 10 mètres de haut et 5 kilomètres de circonférence. En plus de la garnison locale, la ville était encerclée par des postes de l'armée Qing à Jiangning (Nankin), Jingkou, Hangzhou et Chapu (en).
Il y avait à l'origine cinq portes terrestres (au-dessus des routes) construites dans la structure, et trois portes d'eau (au-dessus des canaux).
Un fossé protecteur entourait le mur, de 20 mètres de largeur et 6 mètres de profondeur, auquel on accédait par trois « portes d'eau » (deux à l'est, une à l'ouest).
En 1860, une nouvelle porte fut créée, la « Nouvelle Porte du Nord » (新北門 ou 障川門).
En 1909, trois nouvelles portes sont percées :
- la Petite porte occidentale (小西門 ou 尚文門)
- la Petite porte Nord (小北門 ou 拱辰門)
- la Nouvelle porte orientale (新東門, 福佑門)

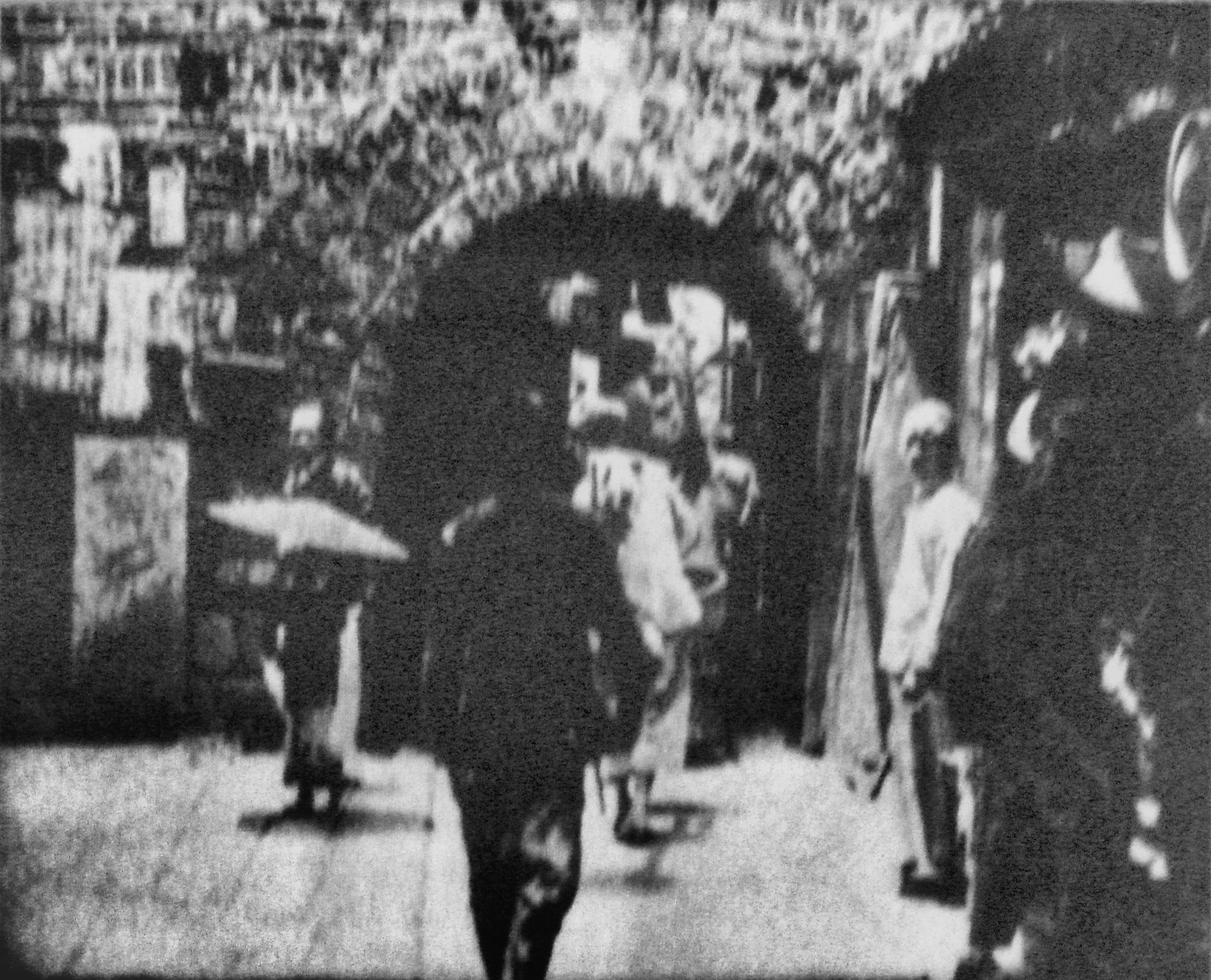
Petite porte nord (construite en 1909)
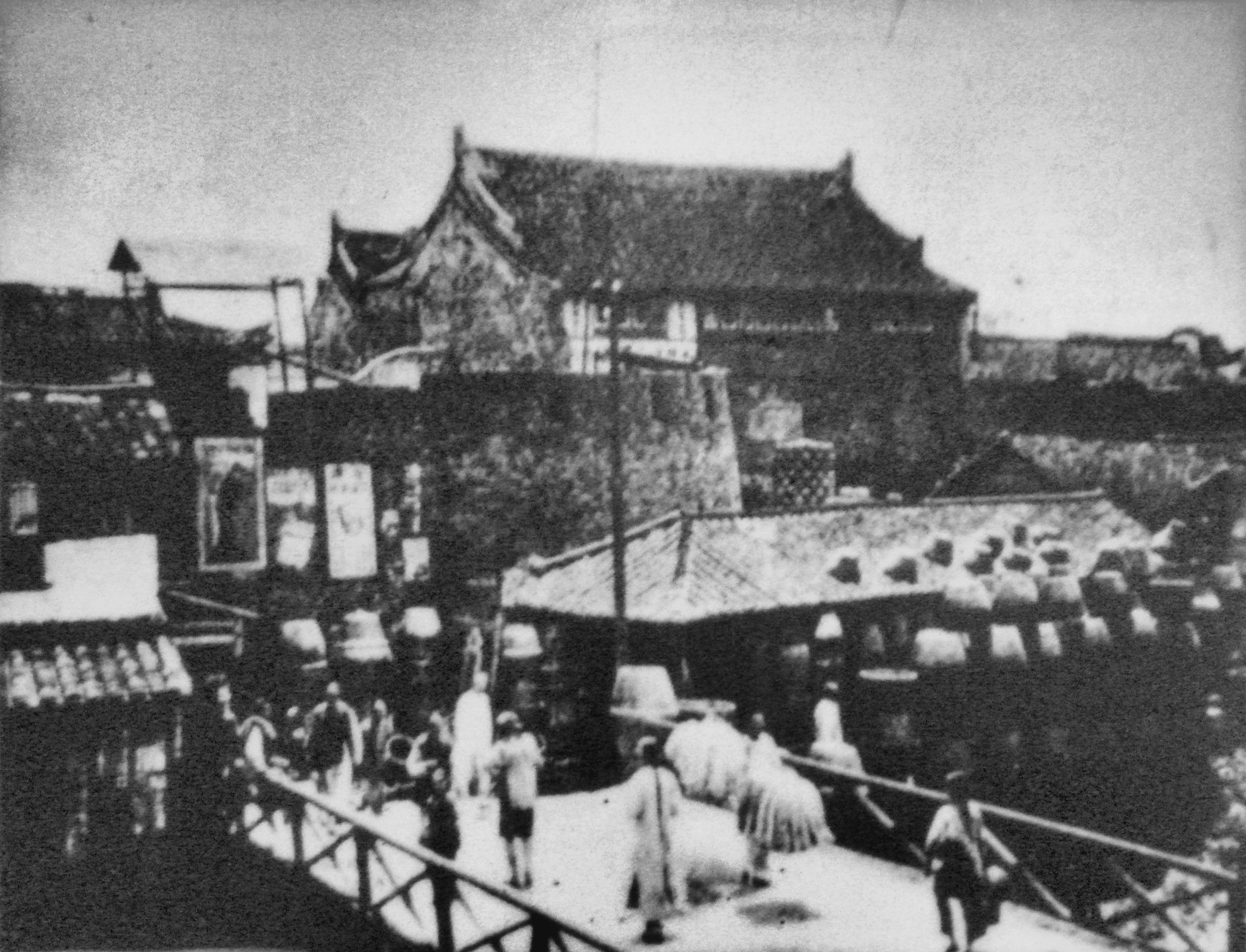
Vieille porte du Nord
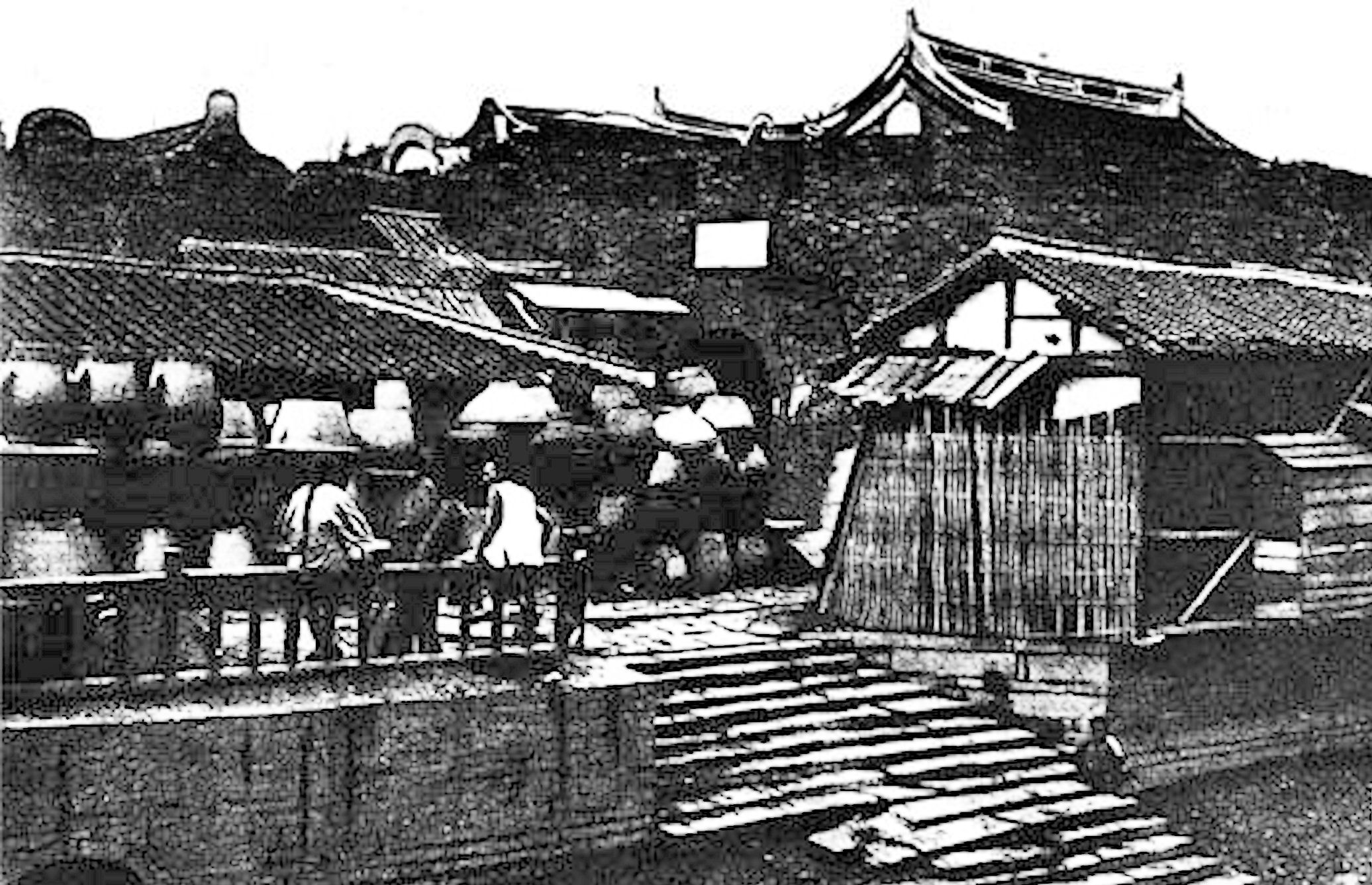
Nouvelle porte nord (construite en 1860)
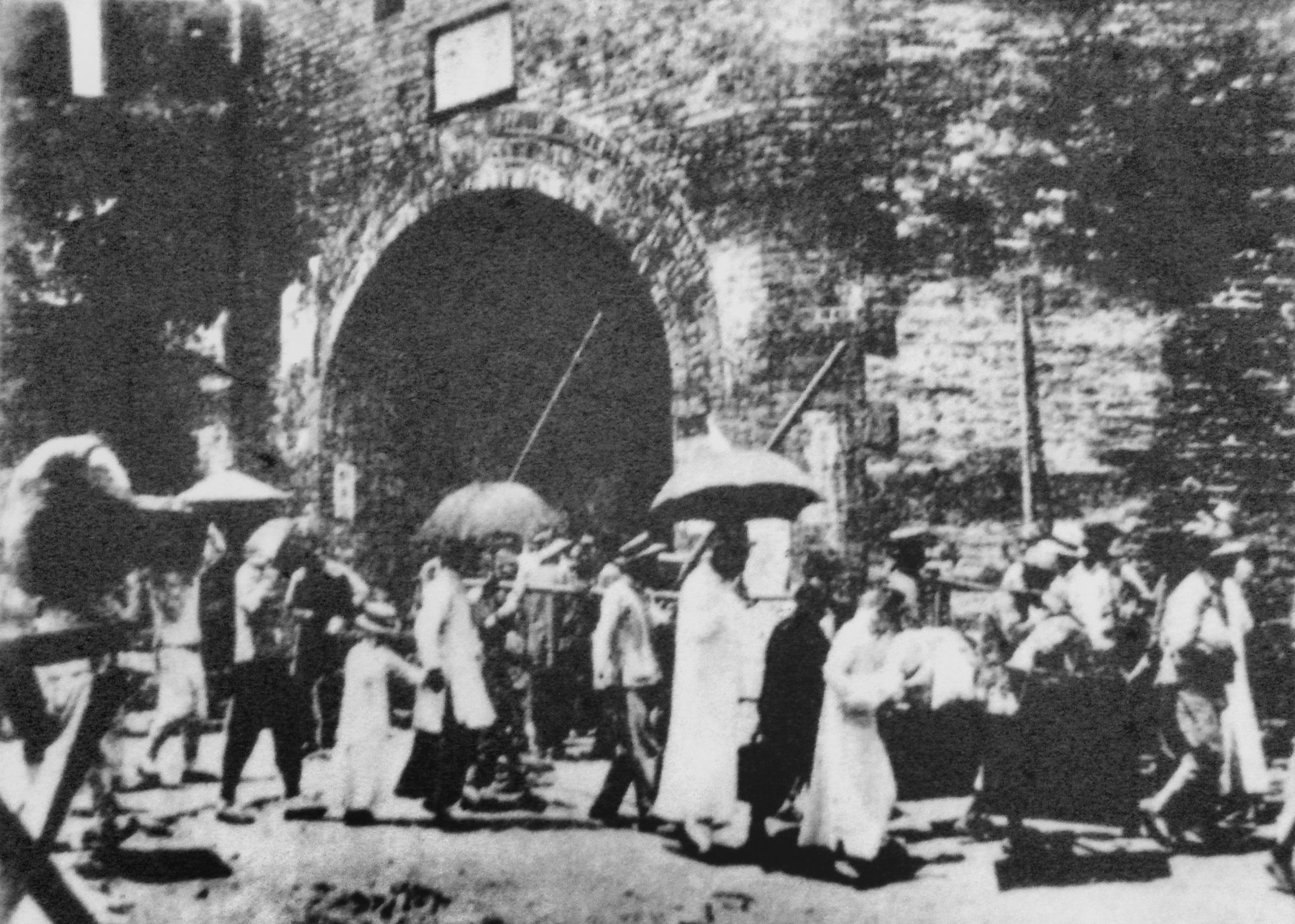
Petite porte orientale
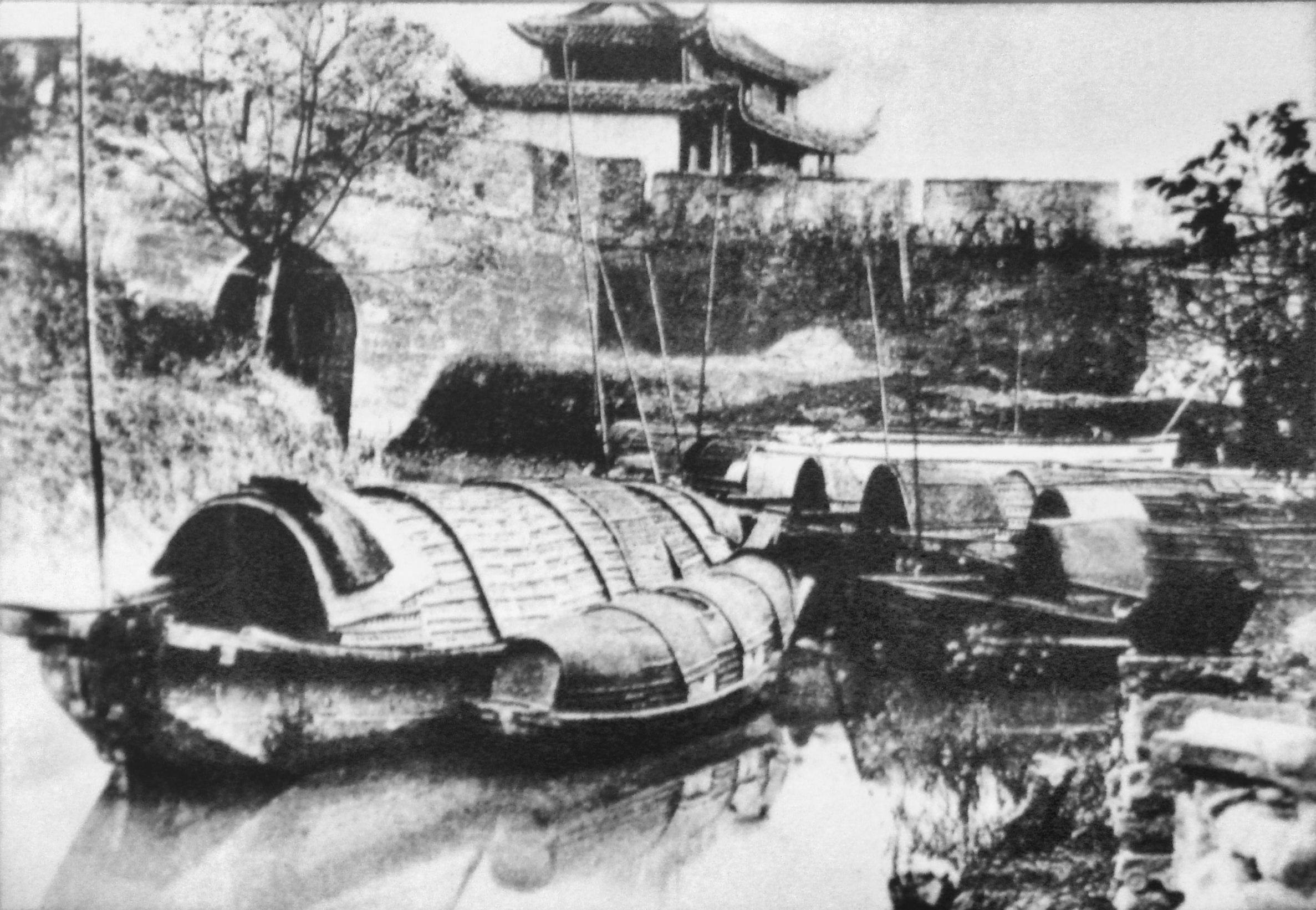
Petite porte d'eau orientale
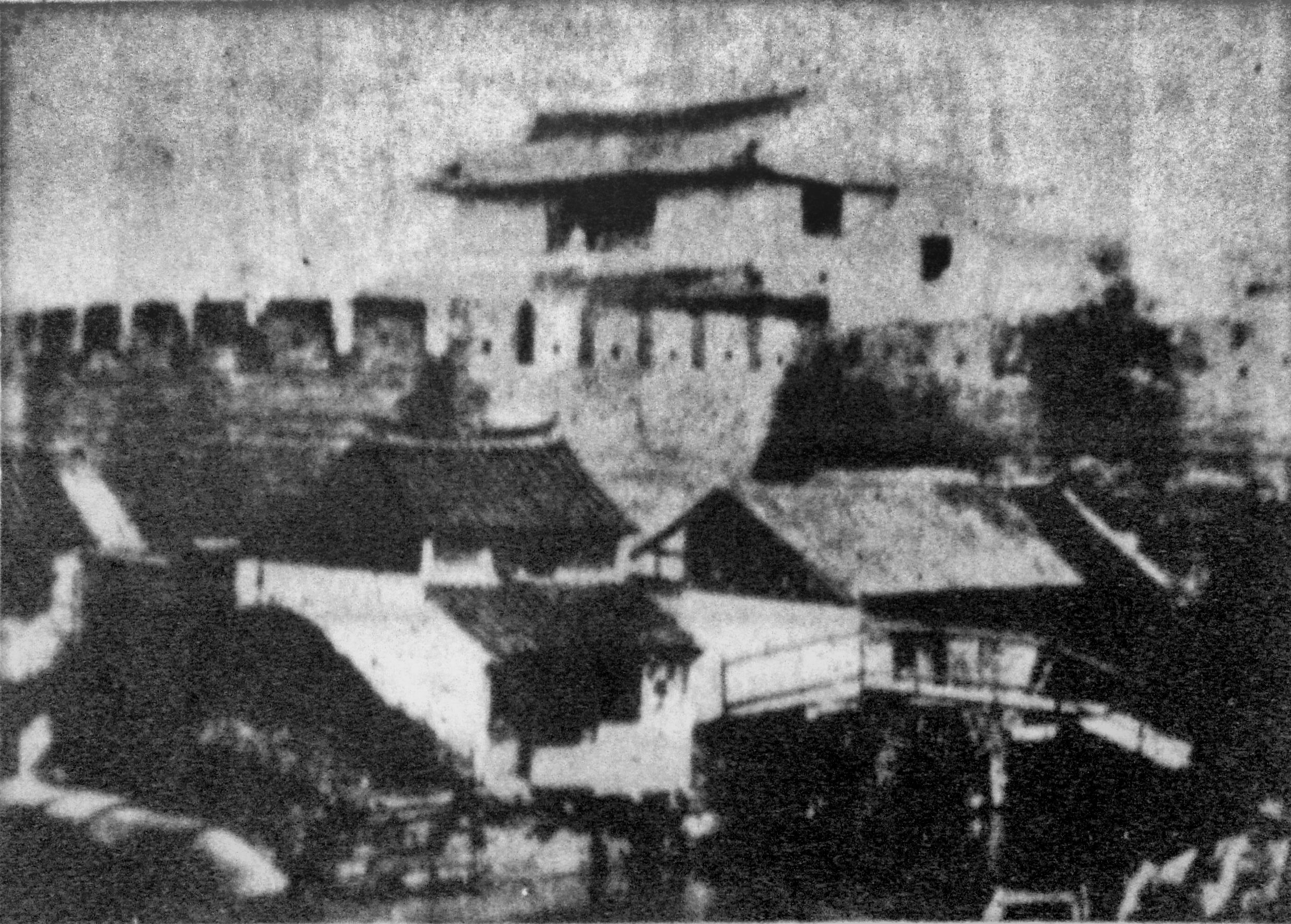
Vieille porte ouest
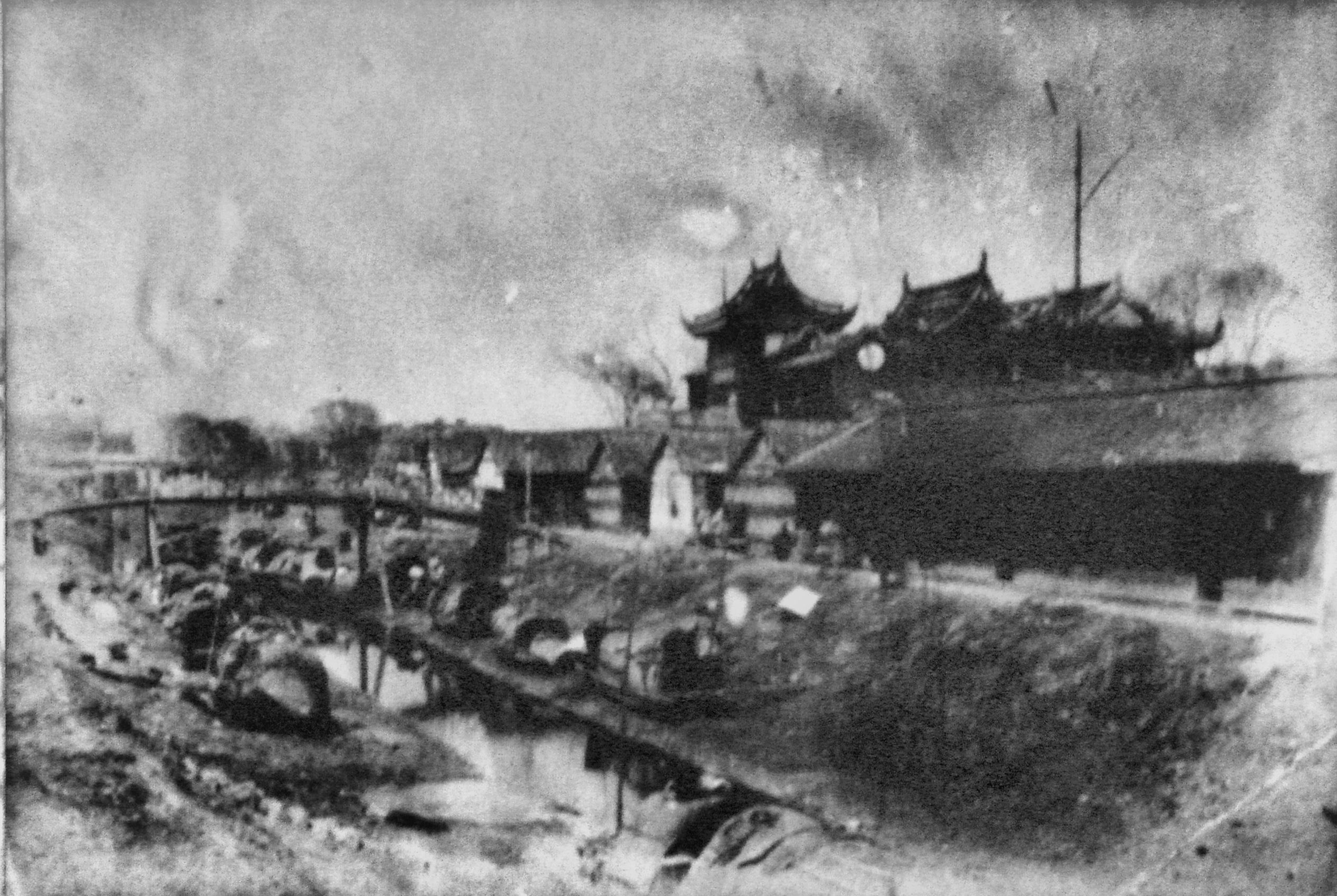
Douves extérieures

Les murs de la vieille ville ont été démantelés en 1912 par Chen Qimei, le nouveau gouverneur militaire Shanghai, après le soulèvement de Wuchang.

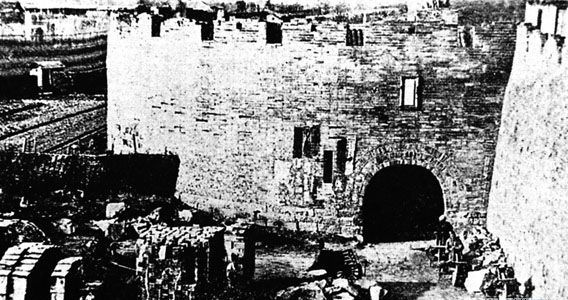
Démantèlement en 1911
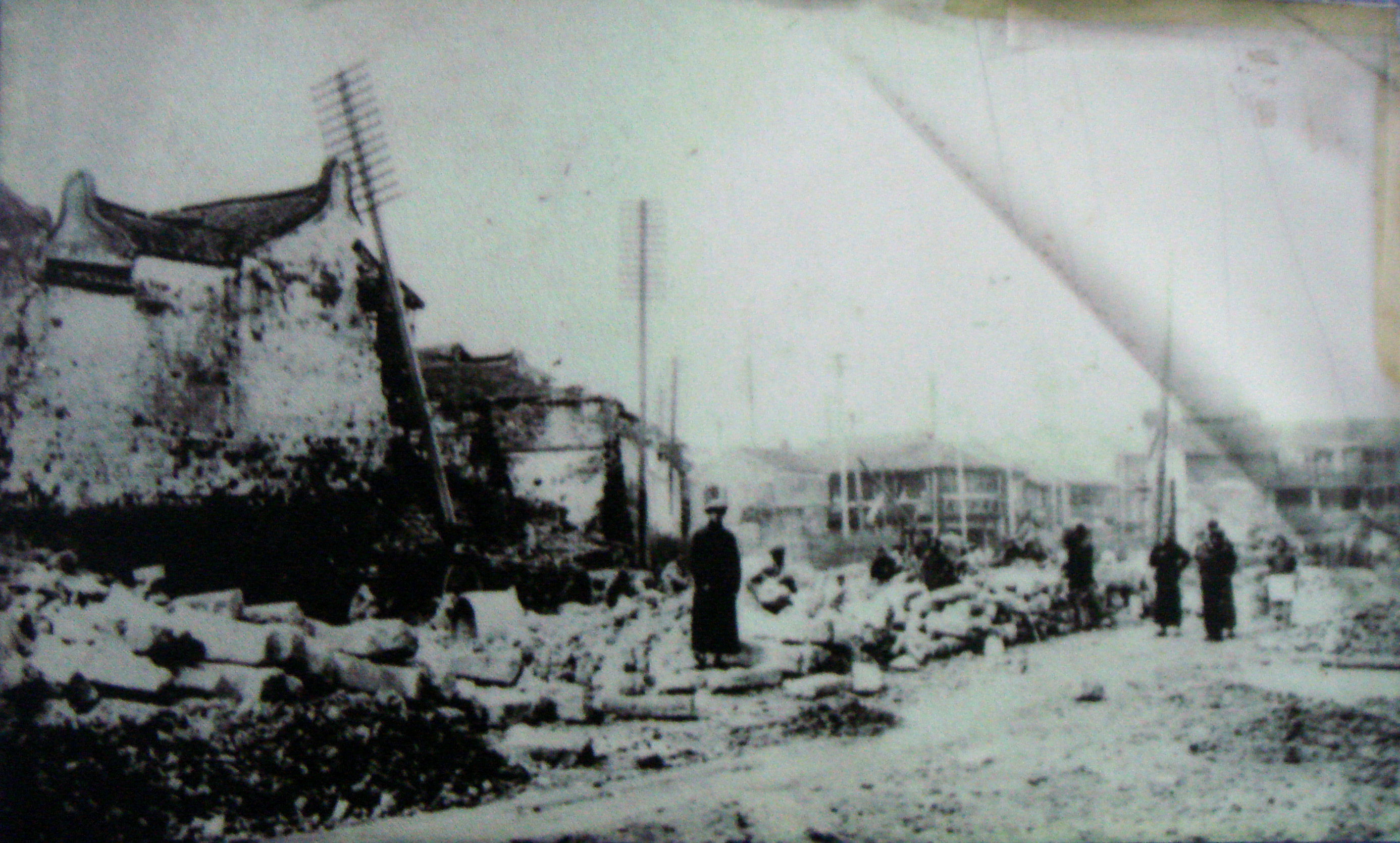
Démantèlement en 1912
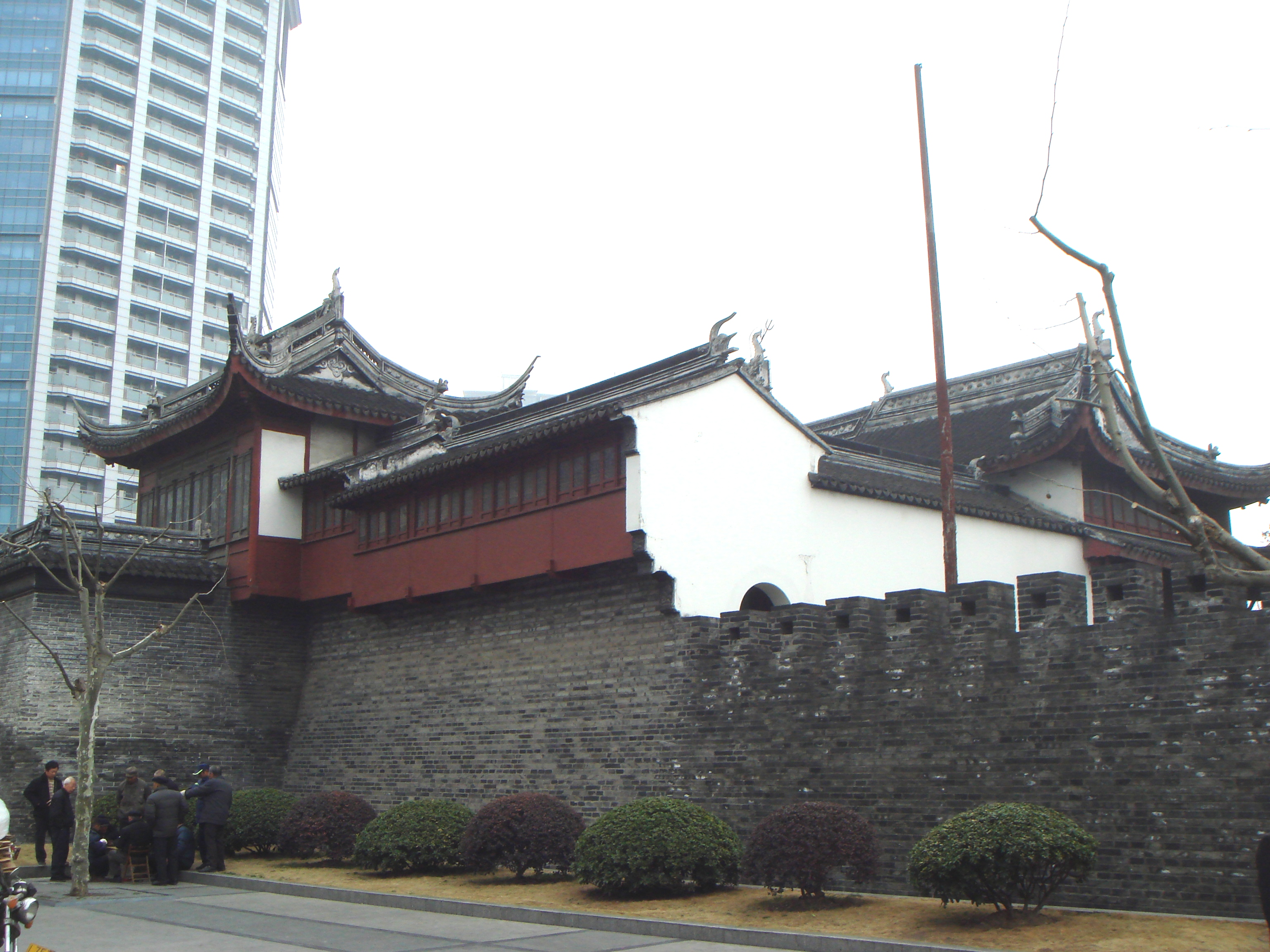
Partie préservée de l'enceinte

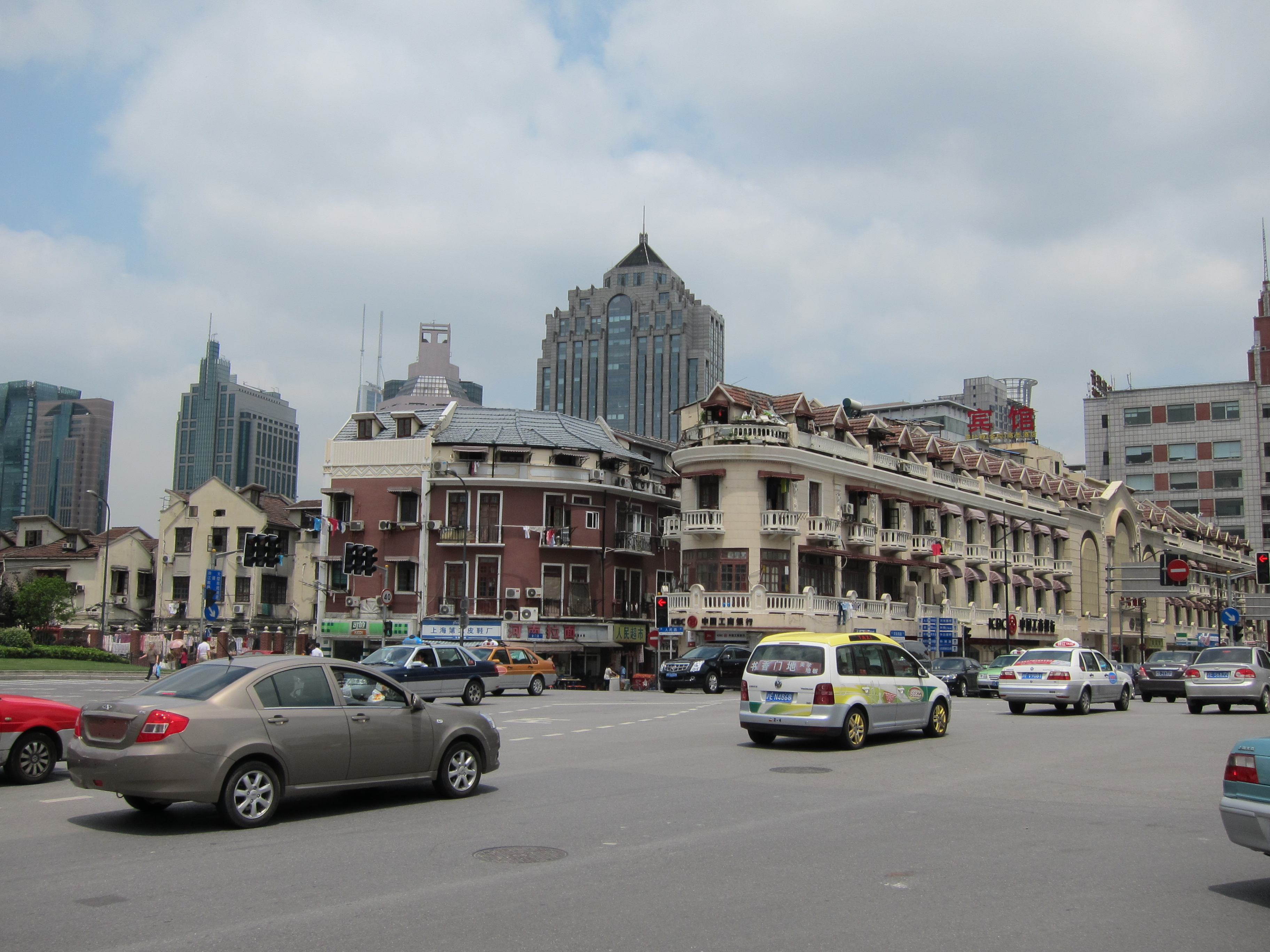
« Renmin Lu » en 2012.

Hormis deux petites sections préservées, les murs ont été démolis en 1912 et une large avenue circulaire construite à la place du mur et des douves. La moitié nord de la route circulaire a été achevée en 1913. Pour célébrer la fondation de la République de Chine en 1912, et parce que la route formait la frontière entre la ville chinoise et la concession française, la route a été baptisée Boulevard des Deux Républiques, ou « Fa-Hua Minguo Lu » en chinois (littéralement « Route des Républiques française et chinoise »), et souvent abrégé en Minguo Lu (ou « Route de la République »). En 1950, la route fut rebaptisée Renmin Lu (« Route du Peuple ») par le nouveau gouvernement communiste de Shanghai
En 1914, la partie sud de la route circulaire fut achevée et baptisée Zhonghua Lu (littéralement « Route de Chine »). Ensemble, les noms usuels des deux routes formaient Zhonghua Minguo, ou « République de Chine » en chinois
Aujourd'hui, il ne reste que deux très petites sections. Le plus important d'entre eux est l'une des tours (pavillons) au-dessus de la porte, aujourd'hui le musée du Pavillon Dajing Ge.

## Monuments et lieux remarquables
- Le jardin Yuyuan
- Le Temple du dieu de la ville
- Le parc Gucheng